# اچ‌ام‌اس وایتماتا (۱۸۸۳)
اچ‌ام‌اس وایتماتا (۱۸۸۳) (به انگلیسی: HMS Waitemata (1883)) یک کشتی است که طول آن ۶۲ فوت ۱۰ اینچ (۱۹٫۱۵ متر) می‌باشد. این کشتی در سال ۱۸۸۳ ساخته شد.